# ザ・ビッグ岩国店
ザ・ビッグ岩国店は、山口県岩国市三笠町3丁目2-2にある、株式会社フジが運営するディスカウントストア「ザ・ビッグ」の店舗の一つ。
日本各地に展開する「ザ・ビッグ」の第1号店である。

## 概要

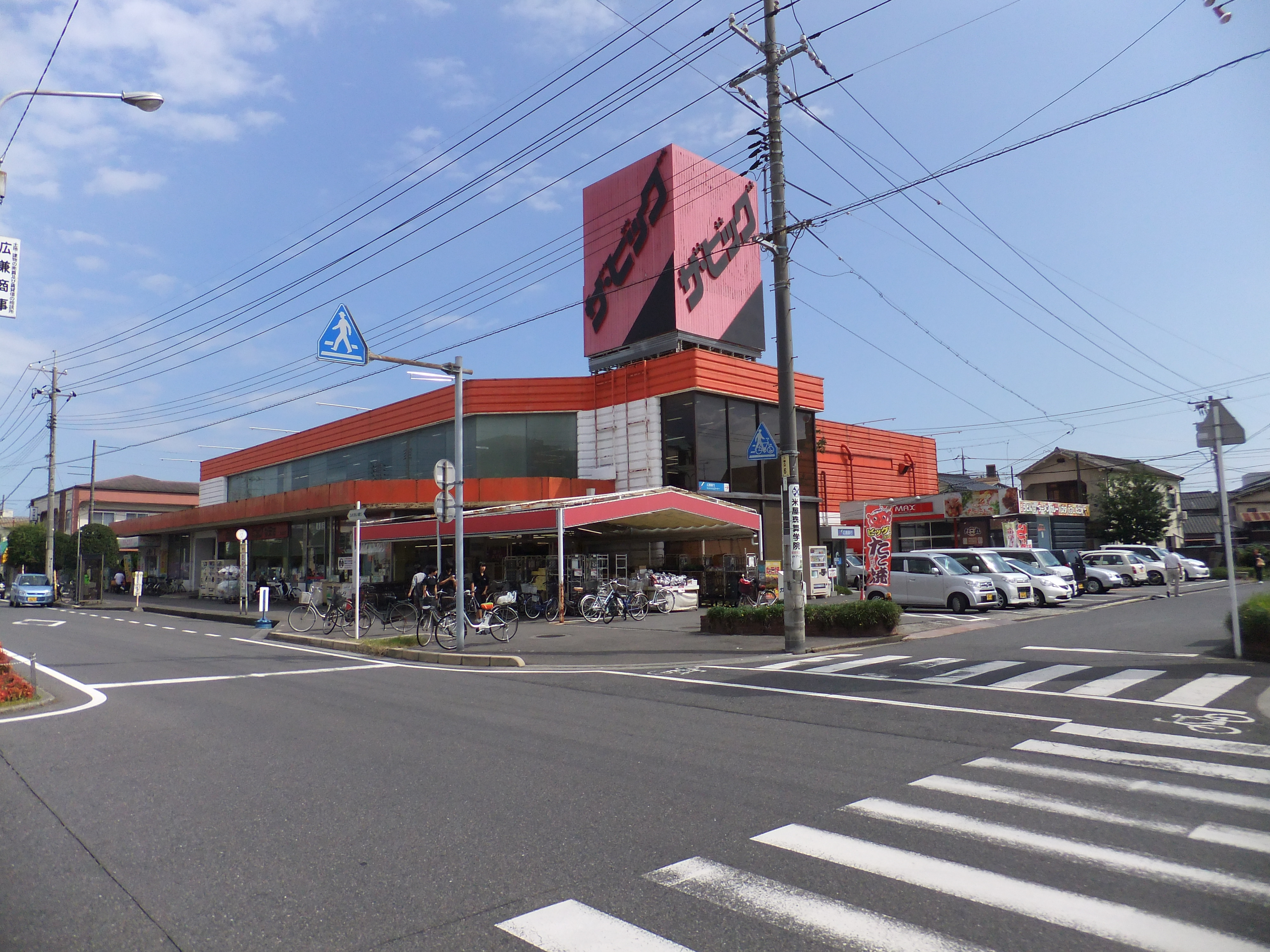
初代店舗概観

1977年（昭和52年）6月、広島県を地場とするスーパーマーケット「みどり」の広島県外初（いづみとのフランチャイズ契約解消後としても初）の店舗としてオープン。1989年（平成元年）9月にみどりのディスカウント業態「ザ・ビッグ」の1号店としてリニューアル（業態転換）した。屋根上に赤地に黒文字斜体の初代ロゴを表示した大型看板を掲げ、1999年にみどりが山陽ウェルマートと合併して山陽マックスバリューに社名変更し、さらに2000年（平成12年）8月に山陽マックスバリューがマックスバリュ西日本に吸収合併されても、店舗ロゴも含めてそのままの店舗形態で運営が続けられた。
店舗オープンから40年が経過し、施設の老朽化が目立ったため、開業から40年の2017年（平成29年）2月28日をもって一旦閉店。店舗建物は解体・改築され（この間、敷地内の仮店舗で営業）、2017年（平成29年）11月11日に新店舗としてオープンした。
新たな店舗は鉄骨造り地上2階建てだが、1階は駐車場で、2階が店舗となっている。店舗看板も現行ロゴのもの（オレンジ地に白抜き文字で「BIG」）に改められた。なお、旧店舗も地上2階建てだが、1階部分にも売り場があった。
2024年（令和6年）3月1日、マックスバリュ西日本がフジに吸収合併されたことにより、運営会社がフジに切り替わった。
尚、同社の運営するフジグラン岩国は、当店より西に500mほど先の位置に所在している。

## 周辺施設
- シンフォニア岩国[独自研究?]
- フジグラン岩国[独自研究?]
- 恵美須神社[独自研究?]

#### 広報資料・プレスリリースなど一次資料
1. 1 2 3 4  『ザ・ビック岩国店オープンのお知らせ』（PDF）（プレスリリース）マックスバリュ西日本株式会社、2017年11月1日。2018年2月10日閲覧。
2. 1 2 3  （プレスリリース）マックスバリュ西日本株式会社、2016年2月6日。
3. ↑  『ジャスコ五十年史』489ページ
4. 1 2  『ジャスコ三十年史』490ページ
5. ↑  『完全子会社（株式会社フジ・リテイリング及びマックスバリュ西日本株式会社）の吸収合併（簡易合併・略式合併）に関するお知らせ』（PDF）（プレスリリース）株式会社フジ、2023年11月22日。2024年9月11日閲覧。